# Apeadeiro de Arcos
O apeadeiro de Arcos foi uma interface do Ramal de Vila Viçosa, que servia a localidade de Arcos, no distrito de Évora, em Portugal.

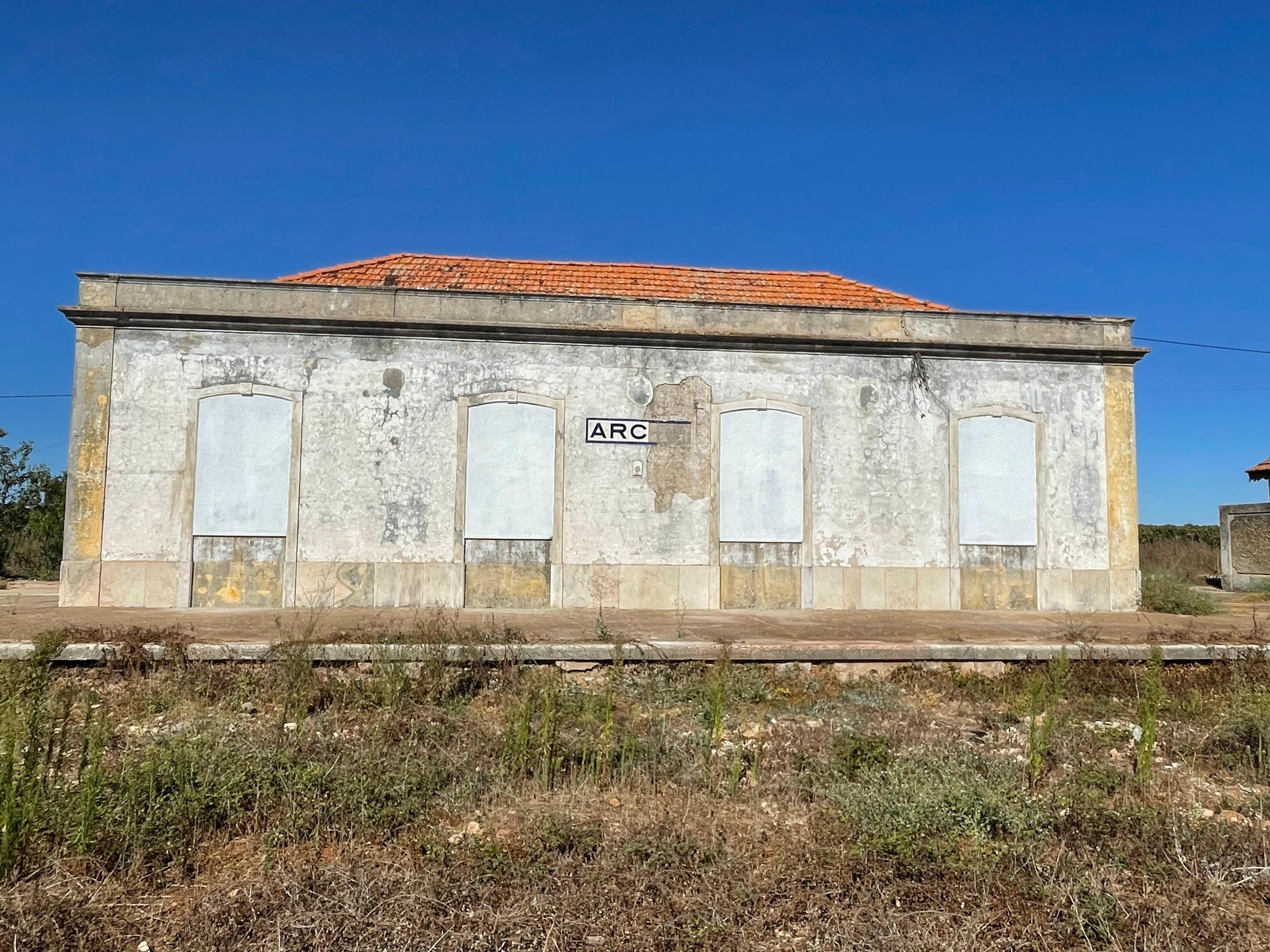
O edifício de passageiros em 2022.

## Descrição

### Localização e acessos
Esta interface situa-se em meio rural, a cerca de um quilómetro e meio a sudoeste da localidade nominal, a que liga via EM508-1 e CM1025 (= Rua da Estação). A 468 m acima do nível do mar, esta interface era a mais elevada da rede ferroviária portuguesa a sul do Rio Tejo.[carece de fontes?]

### Infraestrutura
O edifício de passageiros situa-se do lado nordeste da via (lado esquerdo do sentido ascendente, para Vila Viçosa).

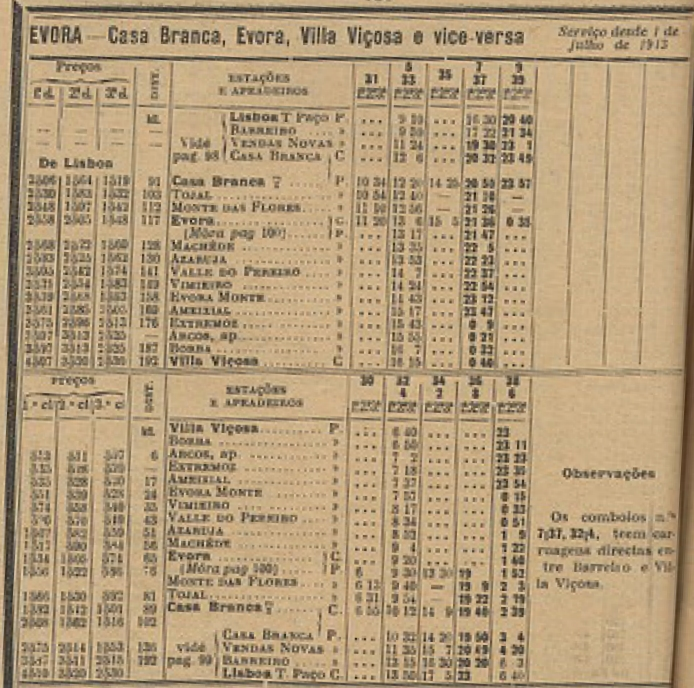
Horários de 1913 entre Casa Branca e Vila Viçosa, incluindo o apeadeiro de Arcos.

## História
No plano de 1898 para a continuação da Linha de Évora até Vila Viçosa, já se previa a construção de um apeadeiro entre as estações de Borba e Estremoz. Embora as obras do Ramal de Vila Viçosa se tenham iniciado em finais de 1903, só em Abril de 1905 é que foi aprovado o plano, e o correspondente orçamento, para a instalação do Apeadeiro de Arcos. Em 1 de Agosto do mesmo ano, o Ramal entrou ao serviço, incluindo este apeadeiro, que ficou pronto desde logo para receber serviços nos regimes de pequena e grande velocidades.

Os serviços de passageiros no Ramal de Vila Viçosa foram encerrados em 2 de Janeiro de 1990.